# 57th Street-Seventh Avenue
57th Street-Seventh Avenue, conosciuta anche con il nome di Midtown-57th Street, è una stazione della metropolitana di New York, situata sulla linea BMT Broadway. Nel 2015 è stata utilizzata da 9 512 090 passeggeri.

## Storia
La stazione venne aperta il 10 luglio 1919, come capolinea provvisorio del secondo prolungamento verso nord della linea BMT Broadway, la cui prima sezione era stata aperta il 4 settembre 1917. Negli anni 1970, fu sottoposta ad una prima ristrutturazione e, tra il 1992 e il 1993, ad una seconda che la rese parzialmente accessibile.

## Strutture e impianti
57th Street-Seventh Avenue è una stazione sotterranea con quattro binari e due banchine ad isola. Dopo questa stazione, mentre i due binari locali laterali continuano verso il 60th Street Tunnel, i due binari espressi centrali si dirigono verso la linea 63rd Street, aperta nel 1989. Situata sotto l'incrocio tra 56th Street e Seventh Avenue, ha uscite su quest'ultima strada e su 57h Street e 55th Street.
Negli anni 1970 la stazione è stata rinnovata, modificandone l'aspetto originario attraverso la sostituzione delle piastrelle e dei mosaici d'epoca e delle lampade a incandescenza con piastrelle anni 70 e lampade fluorescenti. I rivestimenti originari sono stati poi ripristinati con la ristrutturazione del 1992-1993, che portò anche all'installazione di un nuovo sistema sonoro per gli annunci, di nuove luci e di nuove indicazioni.

## Movimento
La stazione è servita dai treni di quattro services della metropolitana di New York:
- Linea N Broadway Express, sempre attiva;[6]
- Linea Q Broadway Express, sempre attiva;[7]
- Linea R Broadway Local, sempre attiva, tranne di notte;[8]
- Linea W Broadway Local, attiva solo nei giorni feriali esclusa la notte.[9]

## Interscambi
La stazione è servita da diverse autolinee gestite da NYCT Bus.
- Fermata autobus